# Mark Ogden
Mark Ogden (San Diego (California); 7 de octubre de 1994) es un jugador de baloncesto estadounidense que pertenece a la plantilla del Fortitudo Bologna de la Serie A2 italiana. Con 2,08 metros de estatura, juega en la posición de pívot.

## Trayectoria deportiva
Jugó durante dos temporadas en Grossmont antes de ingresar en 2014 en la Universidad de Dixie para jugar durante dos temporadas con los Dixie State Trailblazers. 
Tras no ser elegido en el Draft de la NBA de 2016, en la temporada 2016-17, juega en las filas del Racing Lux de la Total League luxemburguesa, donde disputa 13 encuentros en los que promedia 19,08 puntos.
Durante las temporadas 2017-18 y 2018-19, las disputa en las filas del BC Olimpi Tbilisi de la Georgian Super Liga.
En la temporada 2019-20, firma por los College Park Skyhawks de la NBA G League, con el que promedia 5,51 puntos en 37 partidos disputados.
En la temporada 2020-21, regresaría a Europa y jugaría en las filas del s.Oliver Baskets de la Basketball Bundesliga donde disputa 3 partidos.
En enero de 2021, firma por el Stal Ostrów Wielkopolski, donde disputa la Polska Liga Koszykówki y la Eurocup.
El 11 de agosto de 2021, firma por el Hapoel Holon de la Ligat ha'Al para disputar la temporada 2021-22.